# Frauke Weiß

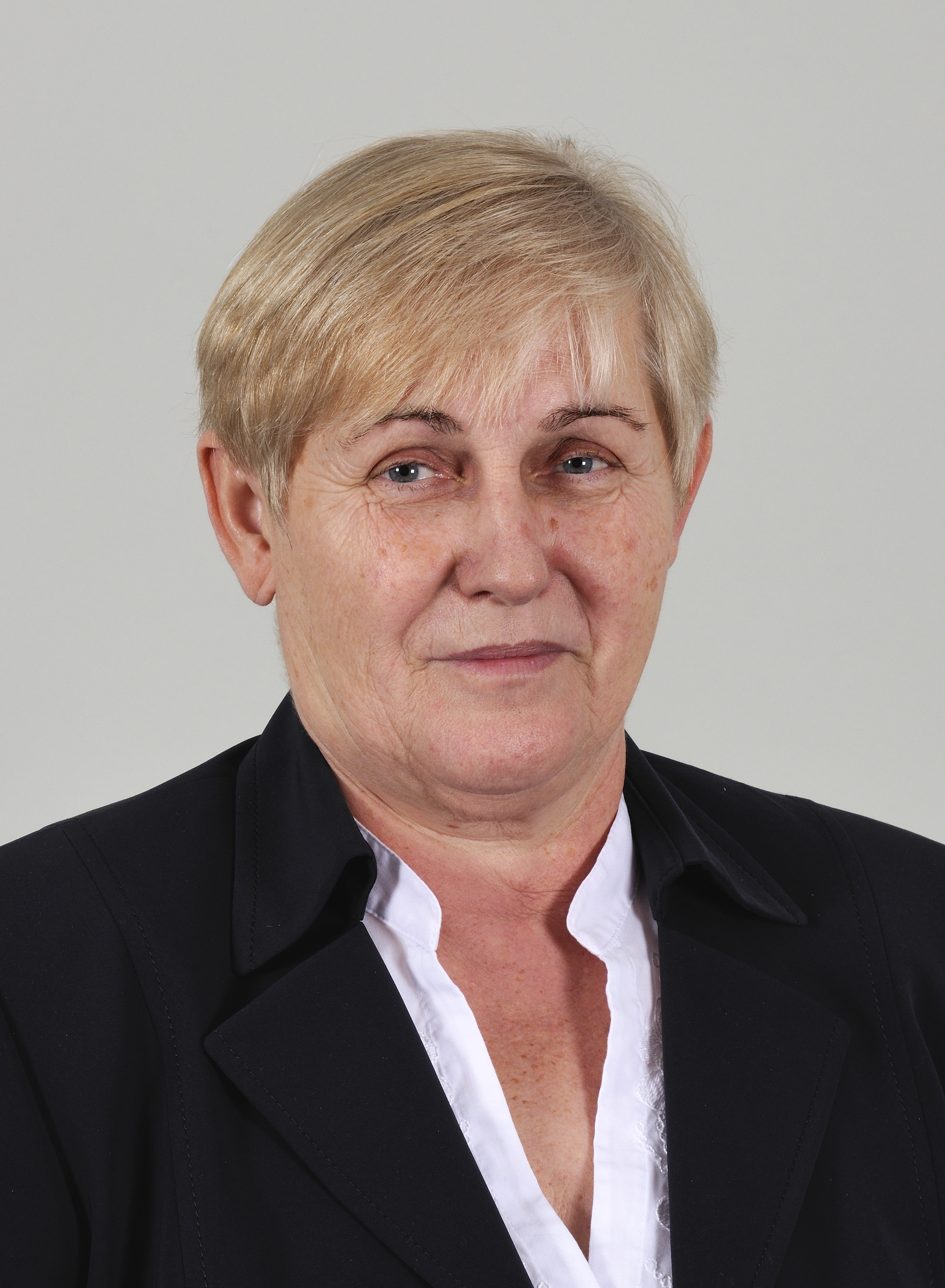
Frauke Weiß

Frauke Weiß (* 15. April 1946 in Laage) ist eine deutsche Politikerin (CDU). Sie war von der 3. bis zur 6. Wahlperiode Mitglied des Landtages Sachsen-Anhalt.

## Leben
Nach Abschluss der Grundschule im Jahr 1960 absolvierte Frauke Weiß im Jahr 1964 ihr Abitur. Zwischen 1964 und 1966 war sie als Chemiefacharbeiterin tätig. Es folgte von 1966 bis 1969 ein Studium, das sie als Diplom-Ingenieur für Plasttechnologie (FH) abschloss. Zwischen 1969 und 1991 arbeitete Frau Weiß als Produktionsplanerin. Von 1992 bis 1995 war sie Beraterin zum Aufbau und zur Betreuung von Frauenverbänden und -vereinen in Sachsen-Anhalt. Zwischen 1996 und 1998 war sie Geschäftsführerin des Landfrauenverbandes Sachsen-Anhalt e. V.
Seit 1993 ist Frau Weiß Vorstandsmitglied im Verein zur beruflichen Förderung von Frauen in Sachsen-Anhalt e. V. Sie ist evangelisch und ledig.

## Politik
Frauke Weiß trat 1972 der DDR-Blockpartei CDU bei. Seit 1974 ist sie Stadtverordnete der Stadt Halberstadt und führte daneben verschiedene Funktionen auf Orts- und Kreisebene aus. Seit 1990 ist sie Stadträtin. Seit 1994 ist Frau Weiß Fraktionsvorsitzende der CDU-Stadtratsfraktion in Halberstadt. Zwischen 1995 und 2006 war sie Kreisschatzmeisterin der CDU in Halberstadt. Seit 2007 ist sie Kreistagsabgeordnete im Landkreis Harz.
Im April 1998 wurde Frauke Weiß für die 3. Wahlperiode in den Landtag von Sachsen-Anhalt gewählt, dem sie auch in der 4. Wahlperiode angehörte. In der 5. und 6. Wahlperiode zog sie über den Wahlkreis 14 (Halberstadt) erneut in den Landtag ein. Sie war Vorsitzende im Ausschuss für Petitionen und Mitglied im Elften Parlamentarischen Untersuchungsausschuss (Müll) sowie im Ausschuss für Landesentwicklung und Verkehr.

## Ehrungen
2019 wurde Weiß für ihr jahrzehntelanges ehrenamtliches Engagement in Halberstadt und im Harzkreis sowie ihren Einsatz für das Land Sachsen-Anhalt mit dem Verdienstorden des Landes Sachsen-Anhalt geehrt. 2025 wurde ihr das Bundesverdienstkreuz am Bande verliehen.